# Chaohusaurus

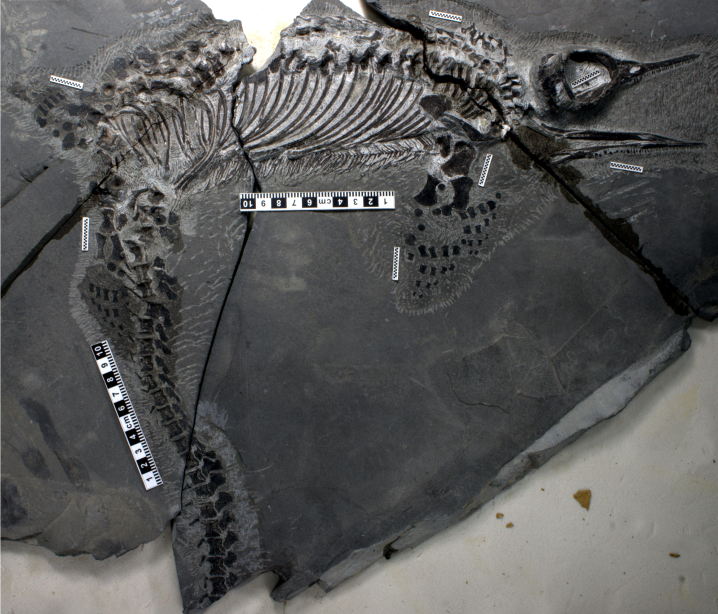
Espécimen AGM CHS-5.

Chaohusaurus ('lagarto de Chaohu') es un género representado por una única especie de ictiosaurio, que vivió en el Triásico Inferior en lo que hoy es China. También ha sido denominado Anhuisaurus y Chensaurus. Fue descrito por Young y Dong en 1972. Era similar en forma a Cymbospondylus y a Mixosaurus que los géneros más avanzados como Ichthyosaurus: es decir, no tenía la apariencia de delfín de los ictiosaurios tardíos, sino una apariencia más parecida a la de un lagarto. Poseía aletas, más que extremidades con membranas, pero el cuello era atípicamente largo y no tenía aleta dorsal. La aleta caudal tenía una base ancha pero era baja. Era uno de los ictiosaurios conocidos más pequeños, midiendo entre 70 a 180 centímetros de largo. Se estima su peso en 10 kilogramos.

## Reproducción

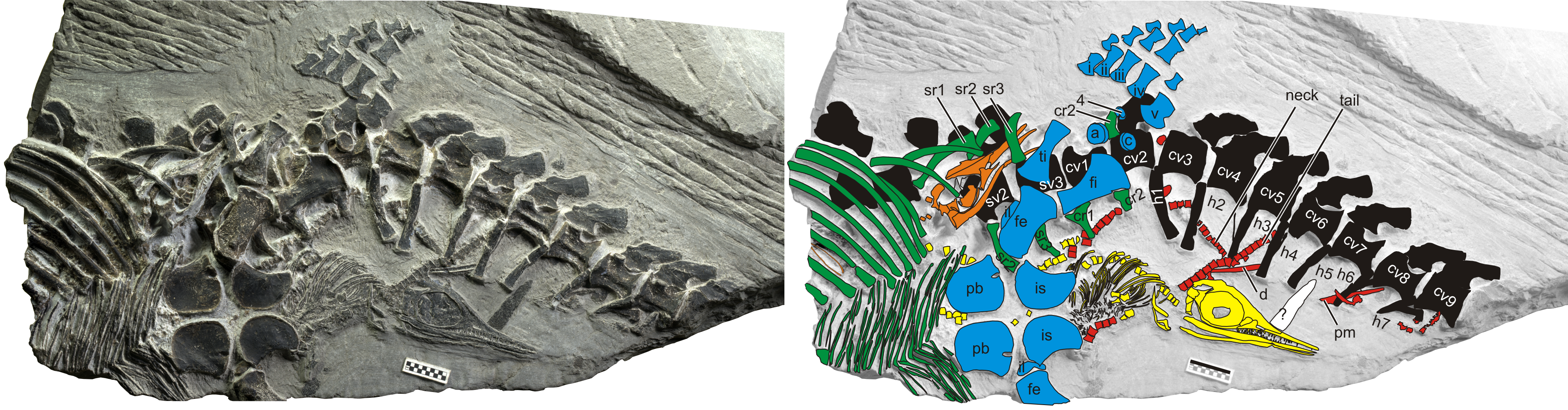
Espécimen con tres juveniles.

Chaohusaurus daba a luz a sus crías de manera vivípara, como los ictiosaurios posteriores. Sin embargo, a diferencia de sus parientes tardíos, las crías salían por el canal de parto asomando primero la cabeza. Motani et al. (2014) citaron esto como evidencia de que el viviparismo evolucionó primero en los ancestros terrestres de los ictiosaurios.